# Sauveur Mollar Ventura
Pour les articles homonymes, voir Venant.
Jean-Baptiste Mollar Ventura (1896-1936), en religion Sauveur Mollar Ventura (en espagnol : Salvador Mollar Ventura), est un frère franciscain espagnol, mort assassiné durant la guerre d'Espagne à Paterna, près de Valence (Espagne) le 27 octobre 1936. 
Reconnu comme martyr par l'Église catholique, il est béatifié avec 232 autres martyrs de la guerre d'Espagne, le 11 mars 2001 par le pape Jean-Paul II. Sa mémoire est célébrée le 27 octobre.

## Biographie
Jean-Baptiste Mollar Ventura est né le 27 mars 1896 à Manises, près de Valence en Espagne. Né dans une famille pauvre, il ne fréquente que l'école primaire du village et ne peut s'inscrire au lycée. Dans son enfance, il participe régulièrement aux adorations nocturnes de sa paroisse, ainsi qu'aux conférences de Saint-Vincent-de-Paul. Il fait également le catéchisme aux enfants et récite le rosaire avec eux,. 
À 25 ans, il entre chez les franciscains dans le couvent de Gilet, comme simple frère. Il prend l'habit franciscain en janvier 1921, il fait sa profession simple l'année suivante et fait sa profession solennelle le 25 janvier 1925. Comme moine, il effectue la mission de sacristain, dans les couvents de « Santo Spirito del Monte » et de Benissa, mission dont il s’acquitte « avec simplicité et dévotion ». Ce frère est réputé être « toujours joyeux et optimiste »,,.
Au début de la guerre civile, il est contraint d'abandonner son couvent. Il se réfugie quelques jours dans la maison de bienfaiteurs du couvent. Pour ne pas mettre en danger cette famille, il part chercher refuge à Manises auprès de sa propre famille. C'est là, le 13 octobre 1936, qu'il est capturé par les milices républicaines et incarcéré dans le couvent des carmélites de la ville de Manises, couvent transformé en prison pour l'occasion. Il est fusillé dans la nuit du 27 au 28 octobre 1936 à Picadero de Paterna (es) (près de Valence), avec trois de ses confrères franciscains. Sa dépouille mortelle sera plus tard retrouvée dans le cimetière municipal de la ville,.

## Béatification
Il est béatifié le 11 mars 2001, par Jean-Paul II, au Vatican avec 230 autres martyrs de la guerre d'Espagne. Sa mémoire est célébrée le 27 octobre,.